# Olešče
Olešče je naselje u slovenskoj Općini Laškom. Olešče se nalazi u pokrajini Štajerskoj i statističkoj regiji Savinjskoj. 

## Stanovništvo
Prema popisu stanovništva iz 2002. godine naselje je imalo 253 stanovnika.